# Теодорою, Екатерина
Екатерина Теодорою (рум. Ecaterina Teodoroiu; 14 января 1894, Вэдени, ныне часть Тыргу-Жиу — 22 августа 1917, Панчу) — румынская военная деятельница, член скаутского движения, участница Первой мировой войны, погибшая в битве при Мэрэшешти, в которой командовала взводом пехоты.

## Биография
Родилась в жудеце Горж в крестьянской семье, где кроме неё было ещё пятеро сыновей и две дочери. Образование получила в сельской начальной школе, затем в Тыргу-Жиу. В 1909 году окончила школу с преподаванием на немецком языке, после чего поступила в женское педагогическое училище в Бухаресте, намереваясь стать учительницей. С 1913 года участвовала в скаутском движении.
После вступления Румынии в Первую мировую войну отправилась на фронт в качестве медсестры 18-го пехотного полка, в котором в звании сержанта служил её брат Николаэ; при этом 14 октября вместе с другими гражданскими служащими при армии участвовала в отражении атаки баварской роты 9-й немецкой армии, проявив храбрость в бою и получив за это 23 октября аудиенцию в Бухаресте у королевы Марии. После того как её брат Николаэ 1 ноября погиб в битве при Порчени, Екатерина, желая отомстить за него, подала прошение командиру 2-й дивизии принять её на военную службу. В боевых действиях принимала участие с октября 1916 года, под Кэрбунешти в ночь с 3 на 4 ноября 1916 года попала в плен к немцам, однако 6 ноября сумела сбежать, воспользовавшись спрятанным пистолетом, из которого застрелила солдата, конвоировавшего её и командира её взвода, при этом получив лёгкое ранение в ногу во время бегства. Затем сражалась под Бэрбэтешти, Тынтэрени и Филиаши, где вновь была ранена снарядом в обе ноги, на этот раз более серьёзно — получила переломы голени и левой бедренной кости. Находилась в полевом госпитале во время выступления румынской армии на территорию Молдавии, затем находилась на лечении в госпиталях Крайовы, Бухареста и Ясс.
23 января 1917 года была выписана из больницы и некоторое время служила медсестрой. В марте 1917 года получила медаль воинской доблести (Virtutea Militară) 2-го класса; в госпитале её лично посетила королева Мария, вручившая медаль и сообщившая о присвоении Екатерине звания сублейтенанта. Летом 1917 года вернулась на фронт, с 20 августа в составе 43/59-го полка командовала одним из взводов 7-й роты. Погибла 22 августа под Мунчелу во время наступления немецкой 115-й дивизии, возглавляя атаку взвода из 25 человек и будучи поражена пулемётной очередью в голову или, по другим данным, в грудь. Первоначально была похоронена в Фитионешти; в июне 1921 года останки были перезахоронены в центре Тыргу-Жиу.
В период между двумя мировыми войнами Екатерина Теодорою имела в Румынии репутацию национальной героини; ей было установлено четыре памятника (в 1921, 1928, 1936 и 1937 годах). После прихода к власти социалистов, несмотря на крестьянское происхождение, ассоциировалась с королевской семьёй, скаутским движением и «буржуазной реакцией», поэтому её имя долгое время практически не употреблялось в прессе. Однако с 1960-х годов, в период правления Николаэ Чаушеску, её статус начал постепенно восстанавливаться: о ней был снят биографический фильм, было установлено ещё два памятника (в 1972 и 1978 годах). После революции 1989 года количество упоминаний её имени вновь снизилось — на этот раз уже из-за связи с пропагандой прежней власти, хотя в 1994 году ей был установлен очередной памятник.